# Catalogue Collinder

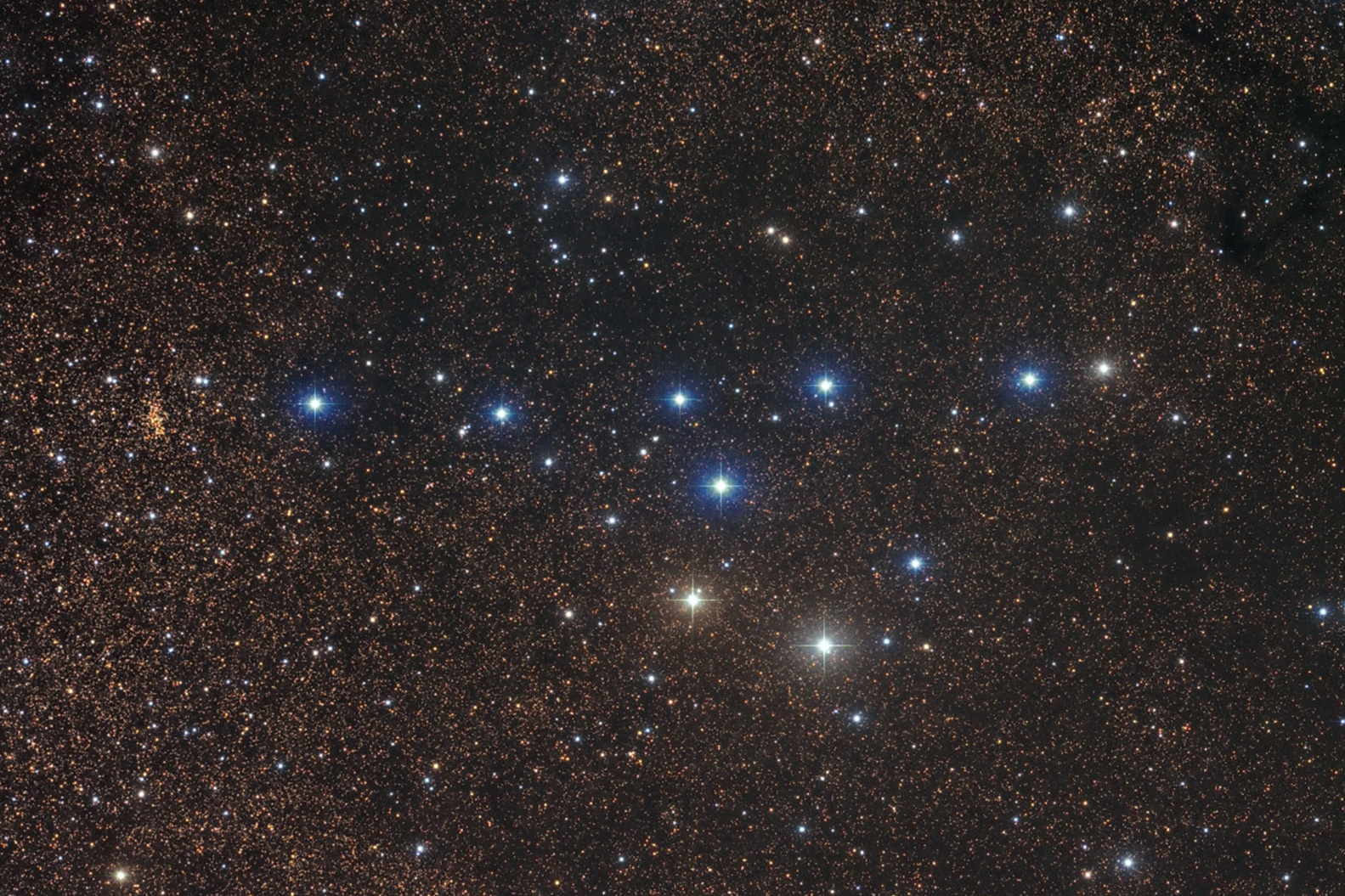
Image amateur de l'astérisme Collinder 399

En astronomie, le catalogue Collinder est un catalogue d'amas ouverts compilé par l'astronome suédois Per Collinder. Il fut publié en 1931 en annexe à l'article de Collinder On structural properties of open galactic clusters and their spatial distribution (Sur les propriétés structurelles des amas ouverts de la Galaxie et leur distribution spatiale). Les objets du catalogue peuvent être notés Col + numéro de catalogue, ou Cr + numéro de catalogue, par exemple "Cr 399".

## Objets notables
Voici quelques objets notables du catalogue :
- Collinder 2 (NGC 129)
- Collinder 6 (Caldwell 1 ou NGC 188, Amas Polarissime[1])
- Collinder 7 (NGC 225, Amas du Voilier)
- Collinder 11 (NGC 436)
- Collinder 12 (NGC 457, Amas de la Chouette ou Amas E. T.)
- Collinder 14 (M103 ou NGC 581)
- Collinder 20 (Caldwell 10 ou NGC 663)
- Collinder 22 (NGC 744)
- Collinder 23 (Caldwell 28, NGC 752)
- Collinder 29 (Trumpler 2)
- Collinder 39 (Amas d'Alpha Persei autour de l'étoile Mirfak)
- Collinder 42 (Amas des Pléiades, M45)
- Collinder 50 (Amas des Hyades, Caldwell 41)
- Collinder 53 (NGC 1624)
- Collinder 81 (NGC 2158)
- Collinder 140 (un amas ouvert dans le Grand Chien)
- Collinder 154 (NGC 2420)
- Collinder 189 (Amas Praesepe, ou de la Crèche, ou ou de la Ruche, M44, NGC 2632)
- Collinder 224 (NGC 3293)
- Collinder 256 (Amas d'étoiles de la Chevelure de Bérénice)
- Collinder 285 (courant d'étoiles constitué par plusieurs des étoiles les plus brillantes de la Grande Ourse)
- Collinder 341 (Amas du Papillon, M6, NGC 6405)
- Collinder 359 (Amas du Taureau de Poniatowski)
- Collinder 399 (Amas de Brocchi, ou le Porte-manteau, ou Astérisme du Cintre)
- Collinder 442 (NGC 7142)

Il y a plusieurs erreurs dans la liste de Collinder ou dans les références à cette liste. Par exemple, Cr 32 = Cr 33 ; Cr 84 n'est pas NGC 2175 comme souvent mentionné (l'objet NGC est seulement la nébuleuse) et son existence "est quelque peu douteuse" ; la position de Cr 185 "est environ 1' trop à l'ouest et 10' trop au nord" ; Cr 220 n'est pas NGC 3247 ; Cr 234 est la partie sud de Cr 233 ; Cr 240 n'est pas NGC 3572 mais l'inclut ; Cr 249 est parfois identifié avec IC 2944 mais est seulement associé avec elle, cette dernière étant une nébuleuse ; la position de Cr 275 est décalée ; Cr 371 n'est pas NGC 6595 ; Cr 427 n'est pas NGC 7023 ; Cr 429 n'est pas non plus NGC 7023 et en fait, n'existe pas ; et Cr 470 n'est pas IC 5146.